# Mathieu Dufour
Mathieu Dufour (París, 28 de desembre, 1972), és un flautista clàssic francès. És un antic flautista principal de la Filharmònica de Berlín.

## Joventut
Dufour va començar a tocar la flauta a l'edat de 8 anys. Va estudiar amb Madeleine Chassang i Maxence Larrieu al Conservatori de Lió. Toca amb una flauta Yamaha YFL-997.

## Carrera
Dufour va ser nomenat flauta principal de l'Orquestra Nacional del Capitoli de Tolosa el 1993, i després va ocupar el mateix càrrec a l'Òpera de París el 1996. Toca amb una flauta Yamaha YFL-997.
Dufour va ser nomenat flauta principal de l'Orquestra Simfònica de Chicago el 1999 per Daniel Barenboim. Va marxar breument el setembre de 2009 per tocar la flauta principal amb l'Orquestra Filharmònica de Los Angeles, tot i que més tard va declarar que s'havia unit a ells amb una prova d'un any i va poder ocupar càrrecs amb ambdues orquestres. Va tornar a Chicago el gener de 2010. Es va incorporar a la Filharmònica de Berlín com a flauta principal l'agost de 2015, substituint el retirat Andreas Blau i compartint el paper amb Emmanuel Pahud. Va deixar l'orquestra el desembre de 2021 a petició seva per motius personals, i va ser succeït el maig de 2022 per Sébastian Jacot.